# 48 г. пр.н.е.
48 (четиридесет и осма) година преди новата ера (пр.н.е.) е година от доюлианския (Помпилийски) римски календар.

## Събития

### В Римската република
- Консули на Римската република са Квинт Фуфий Кален и Публий Сервилий Исаврик.
- Гражданска война на Цезар:
  - 4 януари – Цезар отплава от Брундизий за Епир със седем легиона.[1]
  - 10 април – Марк Антоний дебаркира с подкрепления в близост до Нимфей в Илирия.
  - Април – обсада на Дирахиум. Цезар и легионите му обкръжават Помпей Велики и силите му със серия от укрепления.
  - 10 юли – битка при Дирахиум. Цезар претърпява почти катастрофлно поражение и е принуден да се оттегли.
  - 9 август – в битката при Фарсала, Цезар разбива войските на оптиматите. Помпей е принуден да търси спасение в Египет. Цезар помилва голямата част от пленените след битката. Оцелелите лидери на оптиматите провеждат съвещание на Коркира, където Цицерон съобщава решението си да се предаде, а останалите решават да продължат съпротивата си. Катон Млади и Метел Сципион решават да се насочат към Африка и да търсят помощ от царя на Нумидия, а Тит Лабиен и Гней Помпей Младши се насочват към Испания.[2]
  - 28[3] или 29 септември[4] – Помпей Велики е убит по нареждане на фараона на Египет Птолемей XIII.
  - 2 октомври – Цезар пристига в Александрия. Египетска делегация му поднася като подарък пръстена и главата на Помпей.[5]
  - Цезар се намесва в гражданската война между Клеопатра VII, която става негова любовница, и Птолемей. Начало на „Александрийската война“.
- Лоялният на Цезар командир в Азия, Гней Домиций Калвин е победен в битка от боспорския цар Фарнак II.[6]

## Родени
- Луций Калпурний Пизон Понтифекс, римски политик (умрял 32 г.)

## Починали
- 29 септември – Помпей Велики, (роден 106 г. пр.н.е.)
- Марк Калпурний Бибул, римски политик и военачалник (роден ок. 102 г. пр.н.е.)
- Тит Аний Мило, римски политик
- Гней Корнелий Лентул Марцелин, римски политик (роден ок. 90 г. пр.н.е.)